# Dashboard
Dashboard — складова операційної системи Mac OS X, що дозволяє виконувати невеликі програми названі widgets у спеціальному середовищі. Доступні з версії 10.4 Tiger. Викликаються за допомогою гарячих клавіш.

## Стандартні віджети
- Calculator
- Stocks
- Weather
- Unit Converter
- World Clock
- Translation
- Tile Game
- Stickies
- People
- Ski Report
- Google
- iTunes
- ESPN
- Flight Tracker
- Address Book
- Business
- Dictionary